# Courtenot
Courtenot é uma comuna francesa na região administrativa de Grande Leste, no departamento de Aube. Estende-se por uma área de 8,37 km². Em 2010 a comuna tinha 239 habitantes (densidade: 28,6 hab./km²).